# Speyeria nokomis coerulescens
Speyeria nokomis coerulescens es una sub-especie de la especie Speyeria nokomis de mariposas de la familia Nymphalidae.

## Descripción
La cabeza, tórax, abdomen y parte del cabello son anaranjados. La hembra es distinta al macho, el color de fondo de las alas es negro con escamas moradas. Las antenas y su parte apical son de color anaranjado, con la maza antenal de color café oscuro. La cabeza es de color anaranjado con cabello del mismo color. El tórax es de color anaranjado-rojizo a café en su lado dorsal. El abdomen es de color café.
En las alas anteriores el margen costal es ligeramente convexo, el ápice es redondo,  el margen externo convexo, al igual que el margen anal. El torno es casi picudo. Las alas anteriores en su fondo son de color anaranjado rojizo. En la región basal hasta la región post discal presenta coloración café. Con algunas escamas de color anaranjado cerca del área basal. Siendo totalmente anaranjadas en la celda costal. Después de la región circular no presenta escamas de color anaranjado, ya que a partir de esta solo presenta coloración anaranjado rojizo.
En las alas posteriores la región discal es de color café oscuro, presenta 4-5 manchas post discales en las celdas Cu1-Cu2, Cu 1-M3, M2-M3, M1-M2, Rs-M1. Y tres manchas cafés en las celdas Cu1-Cu2, Me-Cu1, M2-C3 y M1 y M2. Presenta tres líneas de color café en la célula discal, en esta subespecie son más anchas que en S. nokomis wenona  y S. nokomis malaena. En la banda post discal presenta ocho manchas triangulares entre las venas de color café oscuro, que están armas marcadas en esta subespecie. En la región sub marginal presenta ocho manchas triangulares de color café oscuro y una línea del mismo color. Dorsalmente las alas posteriores son de color amarillo-rojizo; el margen es ondulado y en la región sub marginal presenta una línea café, que desaparece hacia el torno. Presenta 7 manchas triangulares de color café oscuro en la región sub marginal. También presenta cinco manchas redondas post discales en las celdas Rs-M1, M1-M2, M2-M3, M3-Cu1, y Cu1-Cu2.  Y tres manchas cerca de la célula discal en las celdas: M1-M2, M2-M3 y M3-Cu1 y en la región discal una del mismo color café oscuro dentro de la celda en la región sub mediana.
De la región sub mediana a la región basal presenta coloración anaranjado-rojizo. Ventralmente en el ala anterior el color de fondo es más anaranjado desde la región post discal al área basal. De la región post discal al ápice es café oscuro. Presenta tres líneas oscuras en la célula discal, o dos en las celdas M1-M2 y M2-M3. En la región post discal presenta serie de manchas oscuras y blanco -amarillas más anchas que en S. nokomis melaena y S. nokomis malaena. En la región sub marginal y marginal presenta serie de manchas inter venales de color amarillo y blanco. En el margen externo presenta lúnulas amarillas.  En el ala posterior en su vista ventral de la región distal a la basal escamas amarillas con cuatro a cinco manchas blancas. En la región post discal presenta 7 manchas redondas, y paralelo a estas en la región sub marginal una serie de manchas rectangulares,  de color amarillo. En la región sub marginal también presenta manchas elipsoidales de color blanco. Y otras manchas triangulares, cerca del margen externo. En la región post discal presenta serie de líneas de color beige a blanco.

## Distribución
Noroeste de México, en los estados de Chihuahua, Durango.

## Ambiente
No se conoce información del ambiente.

## Estado de conservación
No está enlistada en la NOM-059, ni tampoco evaluada por la UICN. 